# Jeriberth Carrasco
Jeriberth Eduardo Carrasco Belmar (Lonquimay, Chile, 5 de noviembre de 1993) es un futbolista profesional chileno que se desempeña como defensa y actualmente milita en San Luis de la Primera B de Chile.

## Clubes
| Club                  | País  | Año       |
| --------------------- | ----- | --------- |
| Naval de Talcahuano   | Chile | 2014-2018 |
| Iberia                | Chile | 2018      |
| San Luis              | Chile | 2019      |
| Arturo Fernández Vial | Chile | 2020-2022 |
| San Luis              | Chile | 2023-Act. |

## Palmarés

### Campeonatos nacionales
| Título                       | Club           | País  | Año  |
| ---------------------------- | -------------- | ----- | ---- |
| Segunda División Profesional | Fernández Vial | Chile | 2020 |